# Discoclaoxylon
Discoclaoxylon är ett släkte av törelväxter. Discoclaoxylon ingår i familjen törelväxter.
Kladogram enligt Catalogue of Life:
| Discoclaoxylon | \| \| Discoclaoxylon hexandrum \| \| \| \| \| \| Discoclaoxylon occidentale \| \| \| \| \| \| Discoclaoxylon pedicellare \| \| \| \| \| \| Discoclaoxylon pubescens \| \| \| \| |
|                | \| \| Discoclaoxylon hexandrum \| \| \| \| \| \| Discoclaoxylon occidentale \| \| \| \| \| \| Discoclaoxylon pedicellare \| \| \| \| \| \| Discoclaoxylon pubescens \| \| \| \| |
|                | Discoclaoxylon hexandrum |
|                | |
|                | Discoclaoxylon occidentale |
|                | |
|                | Discoclaoxylon pedicellare |
|                | |
|                | Discoclaoxylon pubescens |
|                | |